# Ochyrocera formosa
Ochyrocera formosa är en spindelart som beskrevs av Willis J. Gertsch 1973. Ochyrocera formosa ingår i släktet Ochyrocera och familjen Ochyroceratidae.
Artens utbredningsområde är Guatemala. Inga underarter finns listade i Catalogue of Life.